# Sumatra (hönsras)
Det här är en artikel om hönsrasen Sumatra. För en artikel om ön med samma namn, se Sumatra.

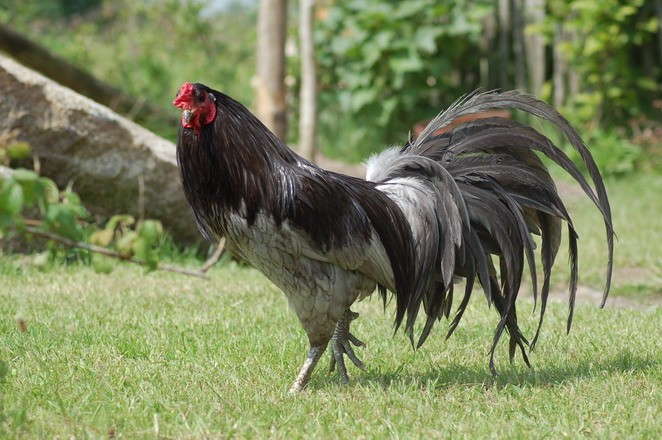
Blå sumatra, tupp

Sumatra är en lätt hönsras från Indonesien och ön Sumatra. Den är en stridshönsras, en bra värphöna och mycket tålig. Rasen infördes till Europa vid 1800-talets slut. Det finns även en dvärgvariant, sannolikt framavlad i Storbritannien där den presenterades 1930.
Rasen kännetecknas av att den har dubbla sporrar och tupparna användes förr ofta för tuppfäktning, något som numera är förbjudet i många länder. Tuppen anses trots rasens historia trots allt inte vara utmärkande aggressiv jämfört med tuppar av andra hönsraser i allmänhet. 
En höna väger omkring 2 kilogram och en tupp väger 2-2,5 kilogram. För dvärgvarianten är vikten för en höna cirka 750 gram och vikten för en tupp är cirka 900 gram. Äggen är vita och äggvikten är omkring 55 gram för en stor höna. För en höna av dvärgvarianten är äggvikten cirka 30 gram. Befruktningen av äggen är vanligen god. Ruvlusten hos hönorna och viljan att ta hand om kycklingarna är också bra. 
Hönsen behöver mycket utrymme, det är en ras som flyger bra och som gärna rör på sig och helst vill sitta högt om natten.

## Färger
- Blå
- Svart
- Svart/röd